# Veselin Šljivančanin
Veselin Šljivančanin (în sârbă Веселин Шљиванчанин) (n. 13 iunie 1953) este un fost ofițer muntenegrean în Armata Populară Iugoslavă (JNA) care a participat la Asediul Vukovarului. Ulterior, el a fost acuzat de crime de război de către Tribunalul Penal Internațional pentru fosta Iugoslavie, fiind condamnat la închisoare pentru rolul său în Masacrul de la Vukovar. Sentința sa a fost schimbată de două ori, prima dată de la 5 la 17 ani, iar a doua dată de la 17 la 10 ani.

## Biografie
Šljivančanin s-a născut în Palež, lângă Žabljak, Republica Populară Muntenegru, pe atunci în Republica Socialistă Federativă Iugoslavia, într-o familie din clanul muntenegrean Drobnjaci.
Ca maior în Armata Populară Iugoslavă, Šljivančanin a luat parte la bătălia Vukovarului, care s-a desfășurat de la sfârșitul lui august și până pe 18 noiembrie 1991.
După căderea Vukovarului, el a fost promovat la gradul de locotenent-colonel și numit la comanda unei brigăzi a JNA staționată la Podgorica (pe atunci Titograd), capitala Muntenegrului.
Šljivančanin a fost promovat colonel la începutul lui 1996, în noua armată națională a Republicii Federale Iugoslavia formată după desființarea JNA, și transferat la Academia Militară de la Belgrad, unde a ocupat funcția de lector, predând tactici militare. S-a retras din serviciul militar activ în octombrie 2001.

## Procesul
Šljivančanin a fost inculpat în 1995, împreună cu Mile Mrkšić, Miroslav Radić și Slavko Dokmanović, de către Tribunalul Penal Internațional pentru fosta Iugoslavie. Actul de acuzare îl învinuia de „responsibilitate pentru asasinatele în masă de la Ovčara, lângă Vukovar, a aproximativ 260 de prizonieri de altă origine decât cea sârbă”, pe următoarele motive:
- s-a aflat în mod nemijlocit la comanda forțelor sârbe care au preluat controlul spitalului din Vukovar, pe 18 noiembrie 1991, iar în următoarele zile a evacuat de acolo oameni către fermele de la Ovčara;
- a condus personal selectarea și ridicarea din spital a circa 400 de non-sârbi pe care Armata Populară Iugoslavă îi suspecta a fi paramilitari croați;
- a ordonat soldaților JNA aflați sub comanda sa să predea custodia prizonierilor către ale forțe sârbești, care i-au executat.

Šljivančanin a fost arestat la Belgrad de autoritățile sârbe pe 13 iunie 2003, ca parte a unei noi politici a Serbiei și Muntenegrului de a se conforma hotărârilor ONU și TPI. Înainte ca legile privind crimele de război să fie adoptate, presa iugoslavă relata că Veselin Šljivančanin purta întotdeauna o grenadă de mână în buzunar. El a fost citat spunând: „mă arunc în aer dacă se vor apropia de mine”.
La aflarea veștii că va fi arestat, mai multe sute de suporteri ai colonelului Šljivančanin s-au strâns în fața locuinței acestuia și au atacat cu proiectile impovizate și sticle incendiare vehiculele poliției sosite să îl ridice. Polițiștii au înconjurat zona și, după 10 ore foarte tensionate, cu puțin timp înaintea miezului nopții, au doborât ușa apartamentului și au reținut suspectul în custodie.  Soția sa a declarat că Šljivančanin s-a predat de bunăvoie. El a fost transferat TPI pe data de 1 iulie 2003, iar procesul împotriva lui a început în octombrie 2005.
Prin verdictul pronunțat pe 27 septembrie 2007, Curtea de la Haga l-a găsit vinovat pe Šljivančanin de „complicitate la torturarea prizonierilor” și l-a condamnat la 5 ani de închisoare. Totuși, el a fost achitat pentru acuzația de crime împotriva umanității, deoarece Curtea a considerat că Forțele de Apărare a Teritoriului și paramilitarii sârbi locali au comis asasinatele. Cu toate acestea, Šljivančanin, ca ofițer JNA, nu a împiedicat molestarea prizonierilor de către forțele sârbe locale.
Sentința a stârnit revolta publicului și presei din Croația, liderii politici croați protestând cu vehemență împotriva verdictului. BBC World Service a intervievat unul din administratorii spitalului din Vukovar, care a comparat procesul de la Haga cu unul ținut într-o curte civilă din Croația, unde „oamenii care fură mașini pot primi 20 de ani de închisoare”.
Pe 5 mai 2009, Curtea de la Haga a făcut cunoscut că va mări pedeapsa lui Šljivančanin la 17 ani de închisoare pentru complicitate la uciderea prizonierilor de război după căderea Vukovarului, reafirmându-se și vina sa pentru complicitate la tortură. Declarația oficială stipula că decizia Curții de Apel a fost că Tribunalul a greșit achitându-l pe Šljivančanin de acuzațiile de complicitate la crimele din Vukovar. Judecătorul Theodor Meron a declarat că „domnul Šljivančanin avea datoria să-i protejeze pe prizonierii de război deținuți la Ovčara, iar responsabilitățile sale includeau obligația de a nu permite transferul de custodie a prizonierilor de război către nimeni fără să se asigure mai întâi că nu li se va face niciun rău. Ordinul primit de la domnul Mrkšić de a retrage trupele JNA nu-l eliberează de îndatoririle sale de ofițer al JNA.”
Sentința i-a fost redusă la 10 ani de închisoare în decembrie 2010, pe baza mărturiei lui Miodrag Panić, un ofițer JNA care a declarat că Šljivančanin nu fusese informat de Mrkšić că soldații Armatei Populare Iugoslave vor fi retrași din Ovčara.